# Запрежна кола
Запрежна кола су дрвено возило на четири точка осмишљено тако да га могу вући животиње.

## Историја
Познато је да су се користила у 1. веку пре нове ере и то са новинама као што су жице и метални оквири точкова. Чак и веома стари примери имали су особине попут ротирајуће предње осовине и клин за осигурање точка из осовине. У свом суштинском облику запрежна кола су у употреби већ око 2000 година.
Током 9. века начињено је неколико додатних побољшања код тела и конструкције па су запрежна кола истиснула двоколице као превозно средство за путнике и међуградски превоз. Због такве конструкције запрежна кола су била тежа, њихово квадрасто тело је било пуно корисније за превоз терета и пољопривредних производа, а због четири точка су била стабилнија и пријатнија у вожњи.
Запрежна кола су се производила у различитим величинама и облицима, као и она за превоз путника која су имале опруге између оквира.
У 16. веку су се појавиле кочије које су избациле путничка запрежна кола. Једна врста запрежних кола — цонестога је постала позната као теретно возило 18. века, а њен наследник преријска шкуна је било најчешће возило које су користили амерички досељеници у селидби на запад.